# Новопостояловка
Новопостояловка — хутор в Россошанском районе Воронежской области.
Входит в Новопостояловское сельское поселение.

## География
Расположен на федеральной трассе Р194 в северо-западной части района, близ границы с Ольховатским районом в 15 км от Россоши. Ближайшие населённые пункты хутор Царёвский и хутор Высокая Дача.
В Новопостояловке находятся 2 улицы: Ленинская и Садовая.

## История
В середине XVIII века на тракте из Острогожска в Россошь (далее на Азов) возник постоялый двор, около которого вырос хутор Постоялый. В 1835 году южнее на 10 км по этой же дороге появился ещё один постоялый двор, около которого тоже вырос хутор, названный Новопостоялый. Здесь останавливались купцы для того, чтобы поменять лошадей, перекусить, отдохнуть. На этом месте была также харчевня, давшая ещё одно название населённому пункту.
20 января 1943 года в рамках Острогожско-Россошанской операции 180-я стрелковая дивизия разгромила близ Новопостояловки итальянскую дивизию «Кунеензе». Было уничтожено до тысячи и захвачено в плен 2,5 тысячи солдат и офицеров противника.
В 2007 году хутор сильно пострадал от урагана.

## Инфраструктура
Хутор газифицирован. В нем насчитывается 97 домохозяйств. Имеется клуб. Ранее в селе располагалась молочная ферма.

## Население
| 2010 |
| ---- |
| 261  |

Население в 2004 году — 261 житель.
Согласно исследованиям 2009 года, наиболее распространённые на хуторе фамилии — Гончаров и Шевченко.

### Известные уроженцы
- Скоробогатько, Василий Сергеевич — кавалер трёх орденов Славы[10].
- Беликов, Виктор Васильевич — поэт и писатель[11][12][13].
- Андрющенко, Николай Кириллович — лётчик-штурмовик, военный журналист, учёный-историк[14].